# Juan García Gómez-Caminero
Juan García y Gómez Caminero (Valdepeñas, Ciudad Real, 20 de febrer de 1871 - 14 de desembre de 1937) va ser un militar espanyol.

## Biografia
Nascut en 1871, el 30 d'agost de 1888 va ingressar en la Acadèmia d'Infanteria de Toledo.
Membre de la maçoneria, en 1930 ja amb el rang de coronel va participar en una conspiració militar per derrocar a la monarquia d'Alfons XIII d'Espanya i instaurar la República. Quan es va proclamar la República a l'abril de 1931, Gómez-Caminero va ser nomenat governador militar de Màlaga i alguns sectors li van atribuir responsabilitats en la crema de convents que es va produir unes setmanes després. El 15 de febrer de 1933 va obtenir l'ocupació de general de divisió. Durant els anys de la Segona República va ocupar els comandaments de la III Divisió Orgànica de Sevilla i de la VIII Divisió Orgànica de La Corunya. Va ser també membre de la Unió Militar Republicana Antifeixista (UMRA).
Durant l'anomenat Bienni «Negre» va caure en desgràcia pels atacs als quals li va sotmetre el diputat dretà Royo Villanova.
Al juliol de 1936 era Inspector general de l'Exèrcit. Abans de l'esclat de la contesa havia realitzat diverses visites d'inspecció a diferents guarnicions militars, com Burgos o Pamplona. Després del retorn d'aquesta última ciutat, va redactar un informe al Ministre de la Guerra on va assenyalar que s'havia de rellevar del seu comandament al general Emilio Mola, ja que "podia constituir un perill". Després va ser enviat pel govern per mantenir l'ordre en les guarnicions de la zona del Duero. El 19 de juliol, procedent d'Orense, Gómez-Caminero va arribar a León i li va ordenar al general Carlos Bosch y Bosch que subministrés armes a la Columna de miners asturians que havia arribat a la ciutat i que marxava cap a Madrid, cosa que Bosch finalment va fer malgrat les seves resistències inicials. No obstant això, possiblement davant el caire que anava prenent la situació, aquella mateixa tarda Gómez-Caminero va travessar la frontera i va passar al Portugal salazarista, tornant a Espanya per Badajoz per reincorporar-se a les ordres del govern republicà.
El 10 d'agost va substituir al general Ángel Rodríguez del Barrio, que es trobava greument malalt, com a vocal de la Sala Militar del Tribunal Suprem. Per això, va ser membre del tribunal que va jutjar i va condemnar a mort al general Joaquín Fanjul Goñi. A principis de 1937 passa a la reserva per haver complert l'edat reglamentària.
Alguns historiadors assenyalen que va morir a la fi de 1937, mentre que Michael Alpert assenyala que va morir en 1938.
Segons el diari ABC, va morir el 14/12/1937 a Rocafort (València).

## Obres
- De la guerra. Cádiz: Imprenta de la Revista Médica, 1925.
- El problema ibero-americano. Madrid: Plus Ultra, 1926.